# Kijevska kneževina
Kijevska kneževina (starovzhodnoslovansko Киевское кънѧжьство, latinizirano: Kievskoe kŭnęzhĭstvo; ukrajinsko Київське князівство, latinizirano: Kyivske kniazivstvo; rusko Киевское княжество, latinizirano: Kiyevskoye kniazhestvo) je bila srednjeveška vzhodnoslovanska država v sedanju osrednji Ukrajini s središčem v Kijevu.
Kneževina je nastala v procesu politične drobitve Kijevske Rusije v začetku 12. stoletja. Kot rezultat tega procesa se je efektivna vladavina kijevskih velikih knezov postopoma zmanjšala na osrednje regije Kijevske Rusije okoli njenega glavnega mesta Kijev, s čimer je nastala zmanjšana knežja domena, znana kot Notranja kijevska kneževina. Kot država je obstajala do sredine 14. stoletja. 

## Ozemlje
Kijevska kneževina je zasedala ozemlja na obeh bregovih reke Dneper in na severozahodu mejila na Kneževino Polock, na severovzhodu na Kneževino Černigov, na zahodu na Poljsko, na jugu na Kneževino Galicijo in na jugovzhodu na Kumanijo. Kasneje je  na severu mejila na ločeno kneževino Turov-Pinsk in na zahodu na Gališko-volinsko kneževino. 

## Zgodovina
Kijevska Rusija se je v začetku 12. stoletja razdrobila v več polavtonomnih držav naslednic. Kijev je ostal jedro države in središče duhovnega življenja s sedežem metropolita ruske pravoslavne cerkve. 
Po smrti Mstislava I. Kijevskega leta 1132 so polavtonomne države postale de facto neodvisne. Iz ene od njih je nastala Kijevska kneževina. Ko je njen pomen začel upadati, so si v letih 1150–1180 mnoga njena mesta, kot so Višgorod, Kaniv in Belgorod, prizadevala doseči neodvisnost kot kneževine. Nastanek Vladimiro-Suzdalske in Gališko-Volinske kneževina je povzročil premik političnega in kulturnega središča Rusije ter preseljevanje državljanov v mesta, kot sta Vladimir in Halič. 
Mongolska invazija je hudo opustošila Kijevsko kneževino. Po invaziji je prišla pod formalno oblast Aleksandra Nevskega, velikega kneza Vladimir-Suzdala, ki je bil vazal Mongolov. Po bitki pri Irpenu leta 1321 je postal Kijev predmet želja litovskega velikega kneza Gediminasa in bil leta 1362 vključen v Veliko litovska kneževino. Kneževina je formalno obstajala kot posebna entiteta do leta 1471, ko je bila spremenjena v Kijevsko vojvodstvo. 

## Vladarji

### Veliki knezi
- Jaropolk II. Vladimirovič (1132—1139)
- Vjačeslav Vladimirovič  (1139)
- Vsevolod II. Kijevski (1139—1146)
- Igor II. Kijevski (1146)
- Izjaslav II. Kijevski (1146—1149)
- Jurij Dolgoroki (1149—1151)
- Vjačeslav Vladimirovič & Izjaslav II. (kot sovladarja) (1151–1154)
- Rostislav I. Kijevski (1154)
- Izjaslav III. Kijevski (1154—1155)
- Jurij Dolgoroki (drugič) (1155—1157)
- Izjaslav III. Kijevski (drugič) (1157–1158)
- Rostislav I. Kijevski (drugič) (1159–1162)
- Izjaslav III. Kijevski (tretjič) (1162)
- Rostislav I. Kijevski  (tretjič) (1162–1167)
- Vladimir III. Kijevski (1167)
- Mstislav II. Kijevski (1167–1169)
- Gleb Kijevski (1169)
- Mstislav II. Kijevski (drugič) (1169–1170)
- Gleb Kijevski (drugič) (1170–1171)
- Vladimir III. Kijevski (drugič)  (1171)
- Roman I. Kijevski (1171—1173)
- Vsevolod Veliko gnezdo (1173)
- Rurik Rostislavič (1173)
- Svjatoslav III. Kijevski (1174)
- Jaroslav II. Kijevski (1174–1175)
- Roman Rostislavič (drugič) (1175–1177)
- Svjatoslav III. Vladimirski (1177–1180)
- Rurik Rostislavič (drugič) (1180–1181)
- Svjatoslav Vsevolodovič Vladimirski (1181–1194)
- Rurik Rostislavič (tretjič) (1194–1201)
- Ingvar Kijevski (1201—1203)
- Rurik Rostislavič (četrtič) (1203)
- Rostislav II. Kijevski (1203–1205)
- Rurik Rostislavič (petič) (1206)
- Vsevolod IV. Kijevski (1206—1207)
- Rurik Rostislavić (šestič) (1207–1210)
- Vsevolod IV. Kijevski (drugič) (1210–1214)
- Ingvar Jaroslavič (drugič) (1214)
- Mstislav III. Kijevski (1214–1223)
- Vladimir IV. Rurikovič (1223–1235)
- Izjaslav IV. Vladimirovič (1235–1236)
- Jaroslav II. Vladimirski (1236–1238)
- Mihael Černigovski (1238—1239)
- Rostislav Mstislavič Smolenski (1240–1241)
- Mihael Černigovski (drugič) (1241–1243)

### Obdobje po mongolski invaziji
Kneževina ni imela svojih vladarjev, ampak so ji vladali podkralji (vojvode).
- Jaroslav II. Vladimirski (drugič) (1243–1246)
- Aleksander Nevski (1246—1263)
- Jaroslav Tverski (???-???)

### Olgoviči, knezi Putivla
Kneževini so vladali knezi Olšanski in Olgoviči.
- Vladimir Ivanovič (???–1300-???)
- Stanislav (???–1324)
- Fjodor Kijevski (1324–1362)

### Velika litovska kneževina
Kneževini so vladali knezi Olšanski in Olelkoviči.
- Vladimir Olgerdovič (1362—1395) (prvi)
- Skirgaila (1395–1397)
- Ivan Borisovič (1397–1399)
- Olelko Vladimirovič (1443—1454)
- Simeon Olelkovič (1454—1471) (kneževina postane Kijevsko vojvodstvo)